# Стрейт едж
Целенасочена абстиненция от алкохолни и наркотични вещества. Стрейт-еджърите са поддръжници на философията, че умът трябва да стои чист, без влияние на опиати. Идеологията е изключително популярна в хардкор средите, като известни стрейт-едж групи са Youth Of Today, Gorilla Biscuits, Judge, Earth Crisis, Unbroken, Throwdown и т.н. Загрижеността за чистотата понякога стига до крайности и като цяло стрейт-едж идеологията е може би най-противоречивата в хардкор сцената по целия свят. Повечето от инициаторите на стрейт-еджа през 80-те години са расли или в гета, или в изключително агресивна обстановка. Често са били в директен контакт с пънк културата, за която е била характерна прекомерната употреба на алкохол и наркотици. Ранните стрейт-еджъри са били преки свидетели на последиците от злоупотребата с тези вещества и са стигнали до извода, че абстиненцията от тях ще им помогне буквално да оцелеят. Като пример за подобно развитие можем да изтъкнем Ray Cappo от Youth Of Today и „кришна-кор“ групата Shelter. Днес той е инструктор по йога и е тотално отделен от хардкор сцената, на която самият той е един от инициаторите. Dwid Hellion от Integrity преди няколко години се премести да живее в Белгия и се захвана с артистична дейност, като в това число режисира клип за Congress, най-известната група от местната т.нар. H8000 сцена, чиито представители също са стрейт-едж. През настоящата 2008 г. се очаква и филм, режисиран от него, който ще излезе заедно с нов албум на Integrity, които Dwid от време на време събира с различен състав, показвайки лоялност към родната си сцена. Като пример от средата на 90-те можем да посочим една от най-влиятелните групи от Бъфало, щата Ню Йорк, Slugfest - те се разпадат, защото барабанистът им, за разлика от останалите членове, е стрейт-едж, и впоследствие става преподавател. И примерите в никакъв случай не свършват тук. Стрейт-еджът е дал на тези хора вяра, че има изход, и те се възползват от всяка дадена им възможност. Разбира се, идеологията е много разпространена и днес, но в много от случаите се пренизява до нивото на обикновена поза, което прави стрейт-еджа днес още по-противоречив, отколкото в началото. Под този предлог и противоречивата „втора вълна“ в стрейт-еджа (на групи като Earth Crisis) много хора са напускали сцената още в началото на 90-те. В това отношение развитието на стрейт-еджа съвпада хронологически с развитието на хардкора като цяло. Също като при хардкора най-същественото се запазва през годините и затова в наше време повече хора от когато и да било са наясно с този начин на живот.